# (605) Juvisia
(605) Juvisia es un asteroide perteneciente al cinturón de asteroides descubierto el 27 de agosto de 1906 por Maximilian Franz Wolf desde el observatorio de Heidelberg-Königstuhl, Alemania.
Está nombrado por la ciudad francesa de Juvisy-sur-Orge.